# استفان جیلز
استفان جیلز (انگلیسی: Stephen Giles؛ زادهٔ ۴ ژوئیهٔ ۱۹۷۲) از برندگان مدال‌های بازی‌های المپیک تابستانی و مهندس، و قایقران کانو اهل کانادا است.